# Museo nazionale di storia vietnamita
Il Museo nazionale di storia vietnamita (Viện Bảo tàng Lịch sử Việt Nam in vietnamita) è un museo consacrato alla storia del Vietnam situato ad Hanoi, capitale del Paese.

## Storia
Il museo è allestito nell'antica sede dell'École française d'Extrême-Orient costruita dall'architetto francese Ernest Hébrard nel 1932 all'epoca della colonizzazione francese. Il museo era allora noto come Museo Louis-Finot dal nome del suo primo direttore. L'edificio è un ottimo esempio di stile eclettico indocinese, di cui Hébrard fu l'ideatore, e figura tra i siti patrimonio nazionale vietnamiti.
Il governo del Vietnam del Nord vi aprì il museo attuale nel 1958.